# 蔡青筠
蔡青筠（台羅拼音：Tshuà Tshing-Ûn；1868年—1927年）字耕雲，號耕耘、菜耘、青筠主人、耕雲主人。彰化鹿港人，幼年即十分好學，稍年長後，學習醫術，並以漢醫為業。其詩文、書法、技擊皆為一時出名，更曾加入「臺灣文藝社」。其一生著有《戴案紀略》，記述戴潮春事件的始末，為其「綠香居隨筆」之一，增補吳德功在《臺南日報》所刊之〈戴案紀略〉與林豪所著之《東瀛紀事》。